# Luis Escobar López
Luis Escobar López (Villalgordo del Júcar, Albacete, 28 de junio de 1887-Albacete, 27 de octubre de 1963) fue un fotógrafo español.
Con dieciséis años de edad se trasladó a Valencia para servir en el ejército. Después encontró trabajo como cajista de imprenta hasta que en 1910 entró como aprendiz en el estudio fotográfico de Daniel Tregón.
Abrió un estudio en Albacete en 1920 en la calle Zapateros, pero su actividad más importante fue la fotografía ambulante, por lo que gran parte de su trabajo lo realizaba en ferias y celebraciones. El medio de transporte que solía utilizar era una mula, compatibilizaba su actividad fotográfica con la de cobrador de seguros. La fotografía ambulante se encontraba bastante extendida en esos años; un ejemplo fue Pere Mascaró que recorrió Mallorca durante años ofreciendo sus servicios de retratista. De ese modo se popularizaba la fotografía y dejaba de ser exclusiva de los estudios fotográficos. El formato que solían emplear estos fotógrafos era la tarjeta postal.
Durante la guerra civil trabajó para el bando republicano fotografiando actos diversos, grupos de personas y a las Brigadas Internacionales. Al finalizar pasó dos años en prisión al ser juzgado y condenado por "rebelión militar", además se le requisaron unos 20000 negativos que fueron destruidos o trasladados a algún sitio desconocido.
Antes de la guerra civil fue corresponsal en Albacete de la revista Estampa, colaboró en ocasiones con diferentes revistas como Blanco y Negro, Mundo Gráfico o el Defensor de Albacete, pero sobre todo colaboró en la revista Vida Manchega. Al salir de prisión fue corresponsal de ABC y Pueblo.
Su obra es de tipo documental y directa, al igual que otros fotógrafos como Alfonso, Campúa o Josep Brangulí; frente a los planteamientos pictorialistas existentes en la época.
Su fondo fotográfico se estima en más de 30000 negativos, y consiguió reunir un archivo amplio sobre la vida en La Mancha hasta la guerra civil. Sus fotografías presentan un cierto candor y penetración psicológica, así como rigor compositivo.
Murió en 1963 a causa de una parálisis cerebral.